# FN's Internationale Pigedag
FN's Internationale Pigedag (engelsk: International Day of the Girl) blev indført i 2012. Dagen er indført for at påpege de problemer, som piger har, fx børneægteskaber, men tillige for at arbejde for de rettigheder og muligheder, som umyndige kvinder har.